# Alan Schneider
Alan Schneider, eigentlich Abram Leopoldowitsch Schneider, (* 29. Novemberjul. / 12. Dezember 1917greg. in Charkiw, Russland; †  3. Mai 1984 in London, Vereinigtes Königreich) war ein russisch-US-amerikanischer Theater- und Filmregisseur.

## Leben
Schneider korrespondierte über viele Jahre mit Samuel Beckett. Er wurde in London von einem Motorrad getötet, als er eine Straße überquerte, um einen Brief an Beckett einzuwerfen.

## Filmografie
- 1961: Play of the Week (Fernsehserie, Folge 2x28 Waiting for Godot)
- 1965: Film (Kurzfilm)
- 1966: New York Television Theatre (Fernsehserie, 1 Folge Eh, Joe?)
- 1975: Zalmen: or, The Madness of God (Fernsehfilm)

## Auszeichnungen
- 1963: Tony Award in der Kategorie Beste Theaterregie für Wer hat Angst vor Virginia Woolf?
- 1963: Obie Award in der Kategorie Beste Regie für The Pinter Plays[1]
- 1977: Drama Desk Award in der Kategorie Schauspielregie
- 1984: Drama Desk Award[2]